# Garcinia sulphurea
Garcinia sulphurea är en tvåhjärtbladig växtart som beskrevs av Adolph Daniel Edward Elmer. Garcinia sulphurea ingår i släktet Garcinia och familjen Clusiaceae. Inga underarter finns listade i Catalogue of Life.